# جیریا
جیریا، روستایی از توابع شهرستان اراک در استان مرکزی ایران است. در روستاهای جیریا، تبرته لهجه‌های خرد با گویش فراهانی رایج است که یکی از گویش‌های اصیل استان مرکزی محسوب می‌شود و ریشه آن از ایران قبل از اسلام گرفته شده‌است. روستای جیریا با تبحر خاص زنان و مردانش در بافت فرش و شیوهٔ بافت متفاوت و منحصر به فرد به‌عنوان سرمایه‌ای کهن و بی‌بدیل فرش در ایران محسوب می‌شود به گونه‌ای که القابی نظیر پایتخت فرش ایران و فرش آهنین را دریافت کرده‌است. سنگ‌نگاره‌های جیریا از آثار ملی ثبت شده در این روستا است. به دلیل قرار گرفتن در جادهٔ ابریشم اشیای تاریخی بسیاری در روستای جیریا کشف شده‌است.

## جمعیت
براساس سرشماری مرکز آمار ایران در سال ۱۳۹۵، جمعیت جیریا ۴۵۰۰ نفر (۱۲۰۰ خانوار) برآورد شده‌است.